# Anders Ryman
Anders Ryman er en svensk fotograf der har specialiseret sig i folk, rejser og etniske kulturer.
Ryman har studeret kulturantropologi, men skiftede til fotojournalistik efter antropologisk feltarbejde på Samoa.
Han har siden arbejdet med fotojournalistik, først i den sydlige stillehavsregion, siden i hele verden.
Rymans fotografier har illustreret blandt andet National Geographic Nordic og Illustreret Videnskab.
Rymans seneste projekt har været Rites of Life med en bog udgivet i 2008 og udendørs udstillinger i flere større byer, her iblandt København.
Projektet fokuserede på livets ritualer, såsom fødselsskikke, indlemmelsesritualer og bryllupper, i steder som Etiopien, Spanien, Tyrkiet, Thailand og Norge.